# Agalychnis saltator
La granota de fulla saltadora (Agalychnis saltator) és una espècie de granota pertanyent a la família dels phyllomedusidae. És una granota d'ulls vermells relativament petita, amb adults mascles de 34 a 54 mm i les femelles més grans de 57 a 66 mm. Aquesta granota pot ser identificada pels seus ulls vermells amb les pupil·les verticals, i les seves mans i potes ataronjats.